# ニュースウェーブ615
『NEWSウェーブ615』（ニュースウェーブ ろくいちご）は、テレビ東京系列（TXN）で1997年9月29日から1998年9月30日の1年間放送された早朝のニュースワイド番組。

## 概要
テレビ東京は日本経済新聞社との取材協定を結んでいる関係から、早朝のニュース番組は『ビジネスマンNEWS』など経済を専門に扱っていたのが多かったが、この番組では経済以外の一般ニュースを積極的に取り入れていた。
また、テレビ東京系の歴代早朝ニュース番組では唯一新聞記事紹介コーナーまであり、芸能ネタも短いながらも放送されていた。いわゆる芸能ゴシップをメインとしたワイドショーを放送しないという信条を持つ同局において唯一の異例といえる。
メインキャスターは、テレビ東京アナウンサー梅津智史と矢玉みゆき（現・白石海夕希）、
コメンテーターはテレビ東京解説委員の岡田晃、お天気キャスターは気象予報士の資格も持つMCの矢玉が兼務した。

## 放送時間
- 1997年9月29日 - 1998年3月31日 6:15 - 7:05
- 1998年4月1日 - 9月30日 6:15 - 6:45（『おはスタ』が放送時間を拡大･前倒ししたため後半20分をカットし短縮、30分番組に）

## オープニングテーマ
- Jack&Betty「未来がうまれる瞬間」（前期）

| テレビ東京およびTXN系列 平日朝のTXNニュース              | テレビ東京およびTXN系列 平日朝のTXNニュース       | テレビ東京およびTXN系列 平日朝のTXNニュース           |
| 前番組                                                   | 番組名                                            | 次番組                                                |
| -------------------------------------------------------- | ------------------------------------------------- | ----------------------------------------------------- |
| NEWSヘッドライン                                         | NEWSウェーブ615                                   | ニュースモーニングサテライト                          |
| テレビ東京系列 平日6:15 - 6:45枠                         |                                                   |                                                       |
| NEWSヘッドライン ※4:45 - 7:20 （「マーケットLIVE」内包） | NEWSウェーブ615 （1997年9月29日 - 1998年9月30日） | ニュースモーニングサテライト ※6:00 - 6:45→5:45 - 6:40 |
| テレビ東京系列 平日6:45 - 7:05枠                         |                                                   |                                                       |
| NEWSヘッドライン ※4:45 - 7:20                            | NEWSウェーブ615 （1997年9月29日 - 1998年3月31日） | おはスタ ※6:45 - 7:25 【20分拡大】                    |